# 香港特別行政區第二屆政府 (曾蔭權任期)
香港特別行政區第二屆政府（曾蔭權任期），指2005年6月25日至2007年6月30日曾蔭權接替請辭的董建華出任香港特別行政區行政長官時其領導下的香港特別行政區政府，又稱第一任曾蔭權政府。

## 選舉
辭任政務司司長的曾蔭權是選舉唯一一名候選人，建制派無黨籍的詹培忠以及民主黨主席李永達因未能取得最少100個提名未能參選。選前，香港社會就曾蔭權的任期長度引發討論和爭議，即曾蔭權的任期應該是第二屆政府的餘下兩年任期，抑或是重新計算五年任期。最終全国人民代表大会常务委员会對基本法第53條進行解釋，確定曾蔭權任期為餘下的兩年。

## 內閣

### 政府
| 職位                 | 閣員 | 閣員   | 上任           | 離任             | 政黨   |
| -------------------- | ---- | ------ | -------------- | ---------------- | ------ |
| 行政長官             |      | 曾蔭權 | 2005年6月30日  | 2007年6月30日    | 無黨籍 |
| 政務司司長           |      | 許仕仁 | 2005年6月30日  | 2007年6月30日    | 無黨籍 |
| 財政司司長           |      | 唐英年 | 2005年6月30日  | 2007年6月30日    | 無黨籍 |
| 律政司司長           |      | 梁愛詩 | 1997年7月1日   | 2005年10月19日   | 無黨籍 |
| 律政司司長           |      | 黃仁龍 | 2005年10月20日 | 第二任曾蔭權政府 | 無黨籍 |
| 公務員事務局局長     |      | 王永平 | 2002年7月1日   | 2006年1月23日    | 無黨籍 |
| 公務員事務局局長     |      | 俞宗怡 | 2006年1月24日  | 第二任曾蔭權政府 | 無黨籍 |
| 工商及科技局局長     |      | 曾俊華 | 2003年8月5日   | 2006年1月23日    | 無黨籍 |
| 工商及科技局局長     |      | 王永平 | 2006年1月24日  | 2007年6月30日    | 無黨籍 |
| 政制事務局局長       |      | 林瑞麟 | 2002年7月1日   | 第二任曾蔭權政府 | 無黨籍 |
| 經濟發展及勞工局局長 |      | 葉澍堃 | 2002年7月1日   | 2007年6月30日    | 無黨籍 |
| 教育統籌局局長       |      | 李國章 | 2002年7月1日   | 2007年6月30日    | 無黨籍 |
| 環境運輸及工務局局長 |      | 廖秀冬 | 2002年7月1日   | 2007年6月30日    | 無黨籍 |
| 財經事務及庫務局局長 |      | 馬時亨 | 2002年7月1日   | 2007年6月30日    | 無黨籍 |
| 衞生福利及食物局局長 |      | 周一嶽 | 2004年10月12日 | 第二任曾蔭權政府 | 無黨籍 |
| 民政事務局局長       |      | 何志平 | 2002年7月1日   | 2007年6月30日    | 無黨籍 |
| 房屋及規劃地政局局長 |      | 孫明揚 | 2002年7月1日   | 2007年6月30日    | 無黨籍 |
| 保安局局長           |      | 李少光 | 2003年8月5日   | 第二任曾蔭權政府 | 無黨籍 |

### 行政會議
本屆政府的行政會議包括由3司11局的首長擔任的官守成員，以及增加了15名非官守議員，比上屆多8人，令非官守與官守議員比例更為平衡。
|  | 非官守議員 | 政治聯繫 | 公職                                                                 | 上任           | 離任             |
|  | ---------- | -------- | -------------------------------------------------------------------- | -------------- | ---------------- |
|  | 梁振英     | 無黨籍   | 行政會議非官守議員召集人（1999-2011年） 臨時立法會議員（特許測量師） | 1997年7月1日   | 第二任曾蔭權政府 |
|  | 廖長城     | 無黨籍   | 高等法院原訟庭前特委法官                                             | 2002年7月1日   | 第二任曾蔭權政府 |
|  | 曾鈺成     | 民建聯   | 立法會議員                                                           | 2002年7月1日   | 第二任曾蔭權政府 |
|  | 鄭耀棠     | 工聯會   | 工聯會秘書長                                                         | 2002年7月1日   | 第二任曾蔭權政府 |
|  | 周梁淑怡   | 自由黨   | 立法會議員                                                           | 2003年9月22日  | 第二任曾蔭權政府 |
|  | 史美倫     | 無黨籍   | 滙豐非執行副主席                                                     | 2004年11月     | 第二任曾蔭權政府 |
|  | 陳智思     | 泛聯盟   | 立法會議員                                                           | 2004年10月26日 | 第二任曾蔭權政府 |
|  | 夏佳理     | 無黨籍   | 香港交易所主席                                                       | 2005年11月1日  | 第二任曾蔭權政府 |
|  | 李業廣     | 無黨籍   | 香港交易所前主席、長江實業非執行董事                                 | 2005年11月1日  | 第二任曾蔭權政府 |
|  | 李國寶     | 無黨籍   | 東亞銀行行政總裁、立法會議員                                         | 2005年11月1日  | 第二任曾蔭權政府 |
|  | 梁智鴻     | 無黨籍   | 醫院管理局前主席                                                     | 2005年11月1日  | 第二任曾蔭權政府 |
|  | 張建東     | 無黨籍   | 香港機場管理局前主席                                                 | 2005年11月1日  | 第二任曾蔭權政府 |
|  | 范鴻齡     | 無黨籍   | 中信泰富董事總經理                                                   | 2005年11月1日  | 第二任曾蔭權政府 |
|  | 羅仲榮     | 無黨籍   | 金山工業行政總裁                                                     | 2005年11月1日  | 第二任曾蔭權政府 |
|  | 張炳良     | 無黨籍   | 香港教育學院前校長                                                   | 2005年11月1日  | 第二任曾蔭權政府 |